# Serravalliense
| Era Eratema | Período Sistema | Época Serie | Subépoca Subserie   | Edad Piso                   | Inicio, en millones de años |
| ----------- | --------------- | ----------- | ------------------- | --------------------------- | --------------------------- |
| Cenozoico   | Cuaternario     | Cuaternario | Cuaternario         | Cuaternario                 | 2,58                        |
| Cenozoico   | Neógeno         | Plioceno    | Tardío / Superior   | Piacenziense Piacenziano    | 3,60                        |
| Cenozoico   | Neógeno         | Plioceno    | Temprano / Inferior | Zancliense Zancliano        | 5,33                        |
| Cenozoico   | Neógeno         | Mioceno     | Tardío / Superior   | Messiniense Mesiniano       | 7,25                        |
| Cenozoico   | Neógeno         | Mioceno     | Tardío / Superior   | Tortoniense Tortoniano      | 11,62                       |
| Cenozoico   | Neógeno         | Mioceno     | Medio               | Serravalliense Serravaliano | 13,82                       |
| Cenozoico   | Neógeno         | Mioceno     | Medio               | Langhiense Langhiano        | 15,98                       |
| Cenozoico   | Neógeno         | Mioceno     | Temprano / Inferior | Burdigaliense Burdigaliano  | 20,45                       |
| Cenozoico   | Neógeno         | Mioceno     | Temprano / Inferior | Aquitaniense Aquitaniano    | 23,04                       |
| Cenozoico   | Paleógeno       | Paleógeno   | Paleógeno           | Paleógeno                   | 66,00                       |

El Serravalliense o Serravaliano es el cuarto piso y edad del Mioceno en la escala temporal geológica. Sucede al Langhiense y precede al Tortoniense. Se inició hace unos 13,82 millones de años y terminó hace unos 11,62 millones de años. Junto al Langhiense forma la subserie/subépoca Mioceno Medio.
El piso Serravalliense se introdujo en la estratigrafía por el geólogo italiano Lorenzo Pareto en 1865. Fue nombrado por la ciudad de Serravalle Scrivia, en el norte de Italia. 
Se solapa con la mitad del Astaraciense (piso continental regional europeo), la parte superior del Barstoviano e inferior del Clarendoniano de las edades mamífero de América del Norte y con el Laventense y Mayoense inferior de las edades mamífero de América del Sur. También es coetáneo con los pisos Sarmatiense y Badeniense superior de la escala de tiempo Paratetis de Europa Central y Oriental.

## Sección estratotipo y punto de límite global (GSSP)
La sección estratotipo y punto de límite global (GSSP) para la base del Serravalliense se encuentra en la sección Ras il Pellegrin, en la bahía Fomm ir-Riħ (Mġarr, Malta). Coincide con el final del episodio de enfriamiento global MIS-3b, cerca de las última aparición del nanofósil calcáreo Sphenolithus heteromorphus y está asociado con el la parte más reciente del cron C5ACn. El piso y el estratotipo de la base fueron aceptados por la Comisión Internacional de Estratigrafía en 2006 y ratificados por la Unión Internacional de Ciencias Geológicas en 2007.
El techo del Serravallense se define por el GSSP de la base del Tortoniense, caracterizado por las últimas apariciones del nanofósil calcáreo Discoaster kugleri y del foraminífero planctónico Globigerinoides subquadratus y está asociado con el subcrón de polaridad normal C5r.2n.